# Álvaro José Francés Moreno
Álvaro José Francés Moreno, més conegut com a Francés de Petrer (Petrer, Vinalopó Mitjà, 1996) és un pilotaire valencià. Començà a jugar de manera professional als 15 anys, de parella de Miguel. El 2014, amb 18 anys, guanya la Copa II, i el 2015 va ser subcampió d'Europa sots-19 en One Wall i Joc Internacional. És un jugador del que es destaca les capacitats tècniques, sent considerat una gran promesa de la pilota des d'abans de complir els 18 anys.